# ストップ・クライング・ユア・ハート・アウト
「ストップ・クライング・ユア・ハート・アウト」（Stop Crying Your Heart Out）は、2002年に発表したオアシスの20枚目のシングルである。

## 概要
ヒーザン・ケミストリーからの第2弾シングル。映画『バタフライ・エフェクト』の主題歌になる。UKチャート2位、日本では20位。
「スライド・アウェイ」からメロディを「ドント・ルック・バック・イン・アンガー」からフックを引用している。
c/w曲の「サンク・ユー・フォー・ザ・グット・タイムズ」はアンディ・ベルが作詞・作曲した。

## 収録曲
1. ストップ・クライング・ユア・ハート・アウト - Stop Crying Your Heart Out
2. サンク・ユー・フォー・ザ・グット・タイムズ - Thank You For The Good Times
3. シャウト・イット・アウト・ラウド - Shout It Out Loud